# Светиловичи (Гродненская область)
Свети́ловичи (бел. Свяці́лавічы) — деревня в Сморгонском районе Гродненской области Белоруссии. Входит в состав Вишневского сельсовета.
Расположена у восточной границы района, неподалёку от реки Спяглица. Расстояние до районного центра Сморгонь по автодороге — около 30.5 км, до центра сельсовета агрогородка Вишнево по прямой — чуть менее 7 км. Ближайшие населённые пункты — Антосино, Малиновая, Нефеды. Площадь занимаемой территории составляет 0,4076 км², протяжённость границ 8960 м.

## Название
Вначале известны как Гоздава, затем до 1964 года носили название Спяглица (по протекающей рядом реке). Последнее переименование носит искусственный характер.

## История
До 1603 года находились во владении Кишок, когда были проданы Рафалу, сыну Анджея Сулистровского. По документам 1740 года принадлежали Михалу Сулистровскому и его жене Анне (в девичестве Стаховской). Позже перешли во владение Керсновских. Деревня отмечена на карте Шуберта (середина XIX века) в составе Вишневской волости Свенцянского уезда Виленской губернии. Согласно описи 1865 года состояли из одноимённых деревни, фольварка и корчмы. Фольварк насчитывал 1 двор и 5 жителей католического вероисповедания; деревня — 63 ревизских души, 14 дворов и 149 жителей-католиков; корчма — 1 двор и 3 жителя-иудея.
После Советско-польской войны, завершившейся Рижским договором, в 1921 году Западная Белоруссия отошла к Польской Республике и деревня была включена в состав новообразованной сельской гмины Вишнево Свенцянского повета Виленского воеводства. 1 января 1926 года гмина Вишнево была переведена в состав Вилейского повета.
В 1938 году Светиловичи состояли из деревни и имения, насчитывавших 35 дымов (дворов), 174 души и 2 дыма, 9 душ соответственно.
В 1939 году, согласно секретному протоколу, заключённому между СССР и Германией, Западная Белоруссия оказалась в сфере интересов советского государства и её территорию заняли войска Красной армии. Деревня вошла в состав новообразованного Сморгонского района Вилейской области БССР. После реорганизации административного-территориального деления БССР деревня была включена в состав новой Молодечненской области в 1944 году. В 1960 году, ввиду новой организации административно-территориального деления и упразднения Молодечненской области, Светиловичи вошли в состав Гродненской области.

## Население
Согласно переписи население деревни в 1999 году насчитывало 53 жителя.

## Транспорт
Через деревню проходит автодорога местного значения Н7396 Малиновая — Светиловичи. Также автодорогой Н20009 деревня связана с автодорогой Вишнево — Войстом — Рацевичи.
Через Светиловичи проходят регулярные автобусные маршруты:
- Сморгонь — Вишнево
- Сморгонь — Свайгини